# Санта Марија деј Бизоњози (Л'Аквила)
Санта Марија деј Бизоњози (итал. Santa Maria dei Bisognosi) је насеље у Италији у округу Л'Аквила, региону Абруцо.
Према процени из 2011. у насељу је живело 3 становника. Насеље се налази на надморској висини од 1036 м.